# Пётр (Стасюк)
Пётр Стасю́к (укр. Петро Стасюк, англ. Peter Stasiuk CSSR, 16 июля 1943, Роблин, Манитоба, Канада — 13 августа 2025, Виннипег) — епископ Украинской грекокатолической церкви, правящий иерарх епархии святых Петра и Павла в Мельбурне с 16 декабря 1992 года, член монашеской конгрегации редемптористов.

## Биография
Родился 16 июля 1943 года в фермерской семье в населённом пункте Роблин канадской провинции Манитоба. После окончания 9 классов, вступил в коллегию святого Владимира, которая имела статус малой семинарии, которую окончил в 1960 году. В этом же году вступил в новициат конгрегации редемптористов. 28 августа 1965 года принял вечные монашеские обеты. Богословское образование получил в университете святого Павла. Изучал французский и украинский языки в университетах Оттавы и Тура.
2 июля 1967 года состоялось рукоположение Петра Стасюка в священника, которое совершил митрополит Максим Германюк. Служил в грекокатолических приходах Святейшего искупителя в Роблине (1967—1975 гг.), Святейшего Сердца Иисуса в Итуне, Саскатун (1975—1978 гг.), Пресвятой Евхаристии в Торонто (1978—1981 гг.). С 1981 по 1993 год был ректором коллегии святого Владимира.
16 декабря 1992 года Римский папа Иоанн Павел II назначил Петра Стасюка епископом епархии святых Петра и Павла в Мельбурне. 9 марта 1993 года состоялось рукоположение Петра Стасюка в епископа, которое совершил вспомогательный виннипегский архиепископ Максим Германюк в сослужении с филадельфийским архиепископом Стефаном Сулыком и эдмонтонским епископом Мироном Дацюком. 2 мая 1993 года состоялась интронизация Петра Стасюка в соборе святых Петра и Павла в Мельбурне.
Умер 13 августа 2025 года в возрасте 82 лет в Виннипеге.